# Faut-il, faut-il pas ?
Singles de Nolwenn Leroy
Reste encore
(2007) Textile schizophrénie
(2010)
Pistes de Le Cheshire Cat et moi
Le Cheshire Cat Mademoiselle de la gamelle
Faut-il, faut-il pas ? est le dixième single de la chanteuse Nolwenn Leroy et le premier extrait de son troisième album studio Le Cheshire Cat et moi. Il est sorti le 9 novembre 2009. Le titre n'a pas réussi à se classer dans le Top 50.

## Clips
Un clip a été réalisé par Yoann Lemoine.